# Muang Pakxan
Pakxan,  Paksan ou Muang Pakxan ( Lao ປາກ ຊັນ) é uma cidade na província de Borikhamxai, e capital do distrito de Paksan no oeste do Laos.
O rio Nam Xan se une ao rio Mekong em Pakxan, em frente a cidade tailandesa de  Bung Kan. Paksan é bem ligado ao sul do Laos pela Route 13.

## História

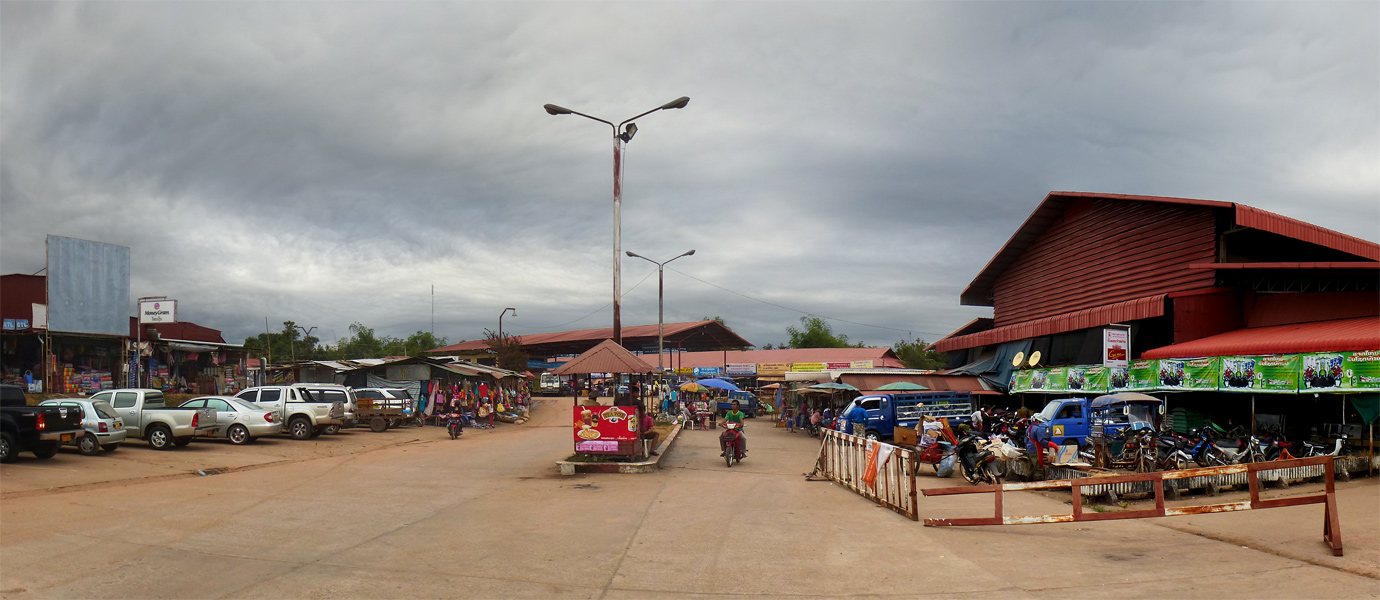
Pakxan

A fundação de Pakxan data do final do século XIX. A região sofreu uma insegurança desde a invasão do Annam, em 1834, seguido por invasões Siamese com a introdução de suserania Siamesa sobre Laos, em 1836, mas especialmente depois de 1865, pelas invasões de "Hos" ou "bandeiras vermelhas oriundas do sul da China.
A partir de 1885, os franceses vindo do Vietnã, desafiaram a soberania Siamese no Laos, e estes são forçados a deixar margem esquerda do rio Mekong sob o dominio francês.